# Mistrzostwa Afryki U-20 w Piłce Ręcznej Mężczyzn 1984
Mistrzostwa Afryki U-20 w Piłce Ręcznej Mężczyzn 1984 – trzecie mistrzostwa Afryki U-20 w piłce ręcznej mężczyzn, oficjalny międzynarodowy turniej piłki ręcznej o randze mistrzostw kontynentu organizowany przez CAHB mający na celu wyłonienie najlepszej złożonej z zawodników do lat dwudziestu męskiej reprezentacji narodowej w Afryce. Odbył się wraz z mistrzostwami U-19 kobiet w dniach 23–31 grudnia 1984 roku w Bauczi. Tytułu zdobytego w 1982 roku broniła reprezentacja Egiptu. Mistrzostwa były jednocześnie eliminacjami do MŚ 1985.

## Finał
| 31 grudnia 1984 | Egipt U-20 | 18:15 | Nigeria U-20 | Bauczi |
| 31 grudnia 1984 |            | 18:15 |              | Bauczi |

## Klasyfikacja końcowa
| Miejsce | Reprezentacja                 | Uwagi          |
| ------- | ----------------------------- | -------------- |
| złoto   | Egipt U-20                    | awans: MŚ 1985 |
| srebro  | Nigeria U-20                  | awans: MŚ 1985 |
| brąz    | Algieria U-20                 | –              |
| 4       | Wybrzeże Kości Słoniowej U-20 | –              |
| 5       | Benin U-20                    | –              |
| 6       | Togo U-20                     | –              |
| 7       | Angola U-20                   | –              |
| 8       | Gabon U-20                    | –              |
| 9       | Maroko U-20                   | –              |